# Bootleg
En bootleg är en musikinspelning (i form av ljud-, bild- eller filmupptagning) som ej är officiell. Inspelningen distribueras för ekonomisk vinning av någon annan än upphovsmannen eller dennes representanter (vanligtvis artisten respektive skivbolaget). Ursprungligen var bootleg en amerikansk benämning på hembränt och bootlegger en amerikansk benämning på spritsmugglare. Ordet kommer av den förekommande metoden att smuggla varorna i stövelskaften.